# Plusioporus setiger
Plusioporus setiger är en mångfotingart som först beskrevs av Henri W. Brölemann 1902.  Plusioporus setiger ingår i släktet Plusioporus och familjen Spirostreptidae. Inga underarter finns listade i Catalogue of Life.